# Cesar Zuiderwijk
Cornelis Johannes (roepnaam Cor, later zelf veranderd in Cesar) Zuiderwijk (Den Haag, 18 juli 1948) is een Nederlandse drummer. Sinds 1970 was hij lid van de Haagse rockband Golden Earring.

## Loopbaan
Op zijn elfde begint hij met gitaarspelen. Twee jaar later stapt hij over op drums. Intussen is zijn vader overleden, en Zuiderwijk zal later verklaren dat deze gebeurtenis voor hem aanleiding vormde om te gaan drummen - het was de beste manier om zijn opgekropte agressie te botvieren. Hij drumt achtereenvolgens bij een schoolbandje, bij The Ladybirds, bij Hu & The Hilltops en bij Livin' Blues.
In 1970 wordt hij door Golden Earring gevraagd als opvolger van Sieb Warner. Zuiderwijk blijkt muzikaal en sociaal de perfecte toevoeging aan het drietal George Kooymans, Barry Hay en Rinus Gerritsen. Afgezien van twee tijdelijke vijfmansbezettingen met achtereenvolgens Robert Jan Stips en Eelco Gelling, bestaat de Earring sindsdien uit deze vier vrienden. Zuiderwijk voegt aan de optredens een steeds langer wordende drumsolo toe, die hij afsluit door zichzelf over zijn drumstel heen te lanceren.
In 1985 komt Zuiderwijk in het nieuws als de politie na een inbraak in huize Zuiderwijk op zolder een pistool vindt. Zuiderwijk zou dit jaren eerder na een Amerikaanse tournee hebben meegesmokkeld in zijn drumstel. Hij wordt veroordeeld tot een maand gevangenisstraf. Later dat jaar speelt Zuiderwijk samen met jazzmuzikant Jasper van 't Hof in het eenmalige samenwerkingsverband Labyrinth. Julya Lo'ko wordt aangetrokken als zangeres. In deze periode baart hij opzien met zijn uitrusting die onder meer bestaat uit discodrums, rode getriggerde perspex kubussen, en een drumjasje dat is voorzien van sensors voor elektronische drums. In 1985 richt Zuiderwijk samen met bassist Rinus Gerritsen de Haagse muziekwinkel Rock Palace op. De winkel in de Torenstraat wordt een ontmoetingsplek voor Haagse muzikanten.
Zuiderwijk is ook actief als docent. Hij ziet in september 1992 een droom uitkomen als hij samen met duizend drummers op een drijvend ponton in de Maas in Rotterdam musiceert en Radar Love uitvoert. In 1999 wordt hij door War Child uitgenodigd om in de Bosnische stad Mostar door de oorlog getraumatiseerde kinderen drumles te geven. Van het rustjaar van de Earring maakt hij gebruik door in 2000 op tournee te gaan met Percossa. Het theaterprogramma "Alle gekheid met een stokje" dat bestaat uit sketches, drumescapades en anekdotes, is een onverwacht succes. De show is ook verschenen op DVD. Geruime tijd terug is deze opnieuw uitgebracht, ditmaal met een andere hoesafbeelding.
Op 1 mei 2006 werd de Rotterdamse vestiging van Music Station in gebruik genomen en kunnen ook hier muzieklessen worden gevolgd. Op 3 juni 2006 stond Cesar samen met de Clarks weer op het podium van het Haagse Kaderock festival. Vanaf september 2006 is Cesar aan het toeren met zijn theaterprogramma Slagdroom, ditmaal solo zonder begeleiding.
In 2007 ontving de drummer de Cultuurprijs van de Stad Den Haag. De prijs bestaat uit een sculptuur en een geldbedrag van 25.000 euro.
In 2019 startte Zuiderwijk samen met de Vlaamse drummer Mario Goossens (Triggerfinger) het muzikale project Sloper. In 2020 verscheen de debuut-ep Sloper op het onafhankelijke platenlabel Suburban.
Sinds 2022 is Cesar Zuiderwijk verantwoordelijk voor het jureren van de tributebands in het SBS6-programma The Tribute: Battle of the Bands.

## Privéleven
Zuiderwijk heeft uit zijn eerste huwelijk twee kinderen. Na een scheiding hertrouwde hij in 2010. Uit zijn tweede huwelijk heeft hij geen kinderen.

## Discografie

### Dvd's
| Dvd's met hitnoteringen in de Nederlandse Music Top 30 | Datum van verschijnen | Datum van binnenkomst | Hoogste positie | Aantal weken | Opmerkingen |
| ------------------------------------------------------ | --------------------- | --------------------- | --------------- | ------------ | ----------- |
| Slagdroom                                              | 2009                  | 12-12-2009            | 19              | 5            |             |

## Foto's

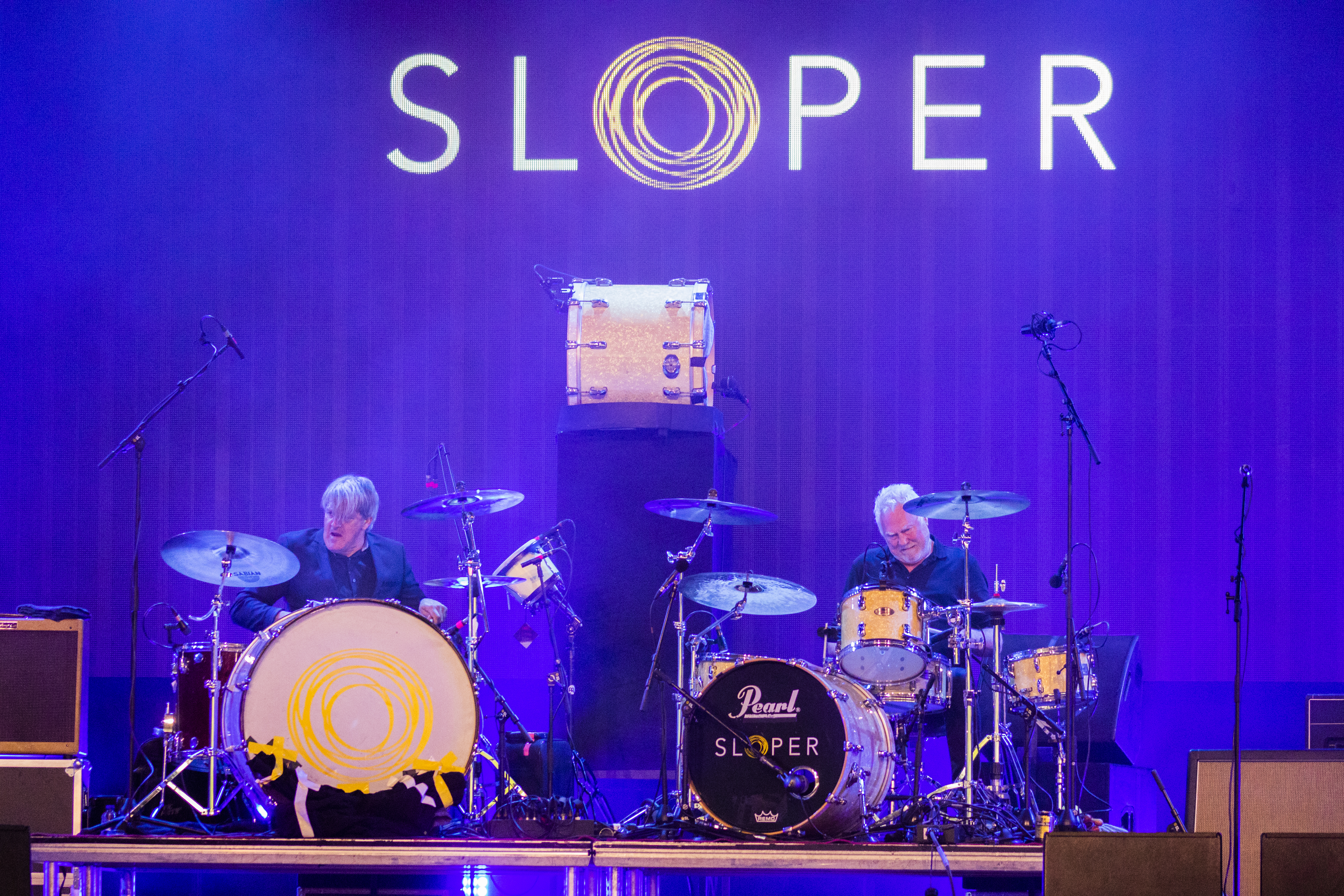
Cesar Zuiderwijk tijdens het optreden van Bevrijdingsfestival Brabant (2022) met de band Sloper.
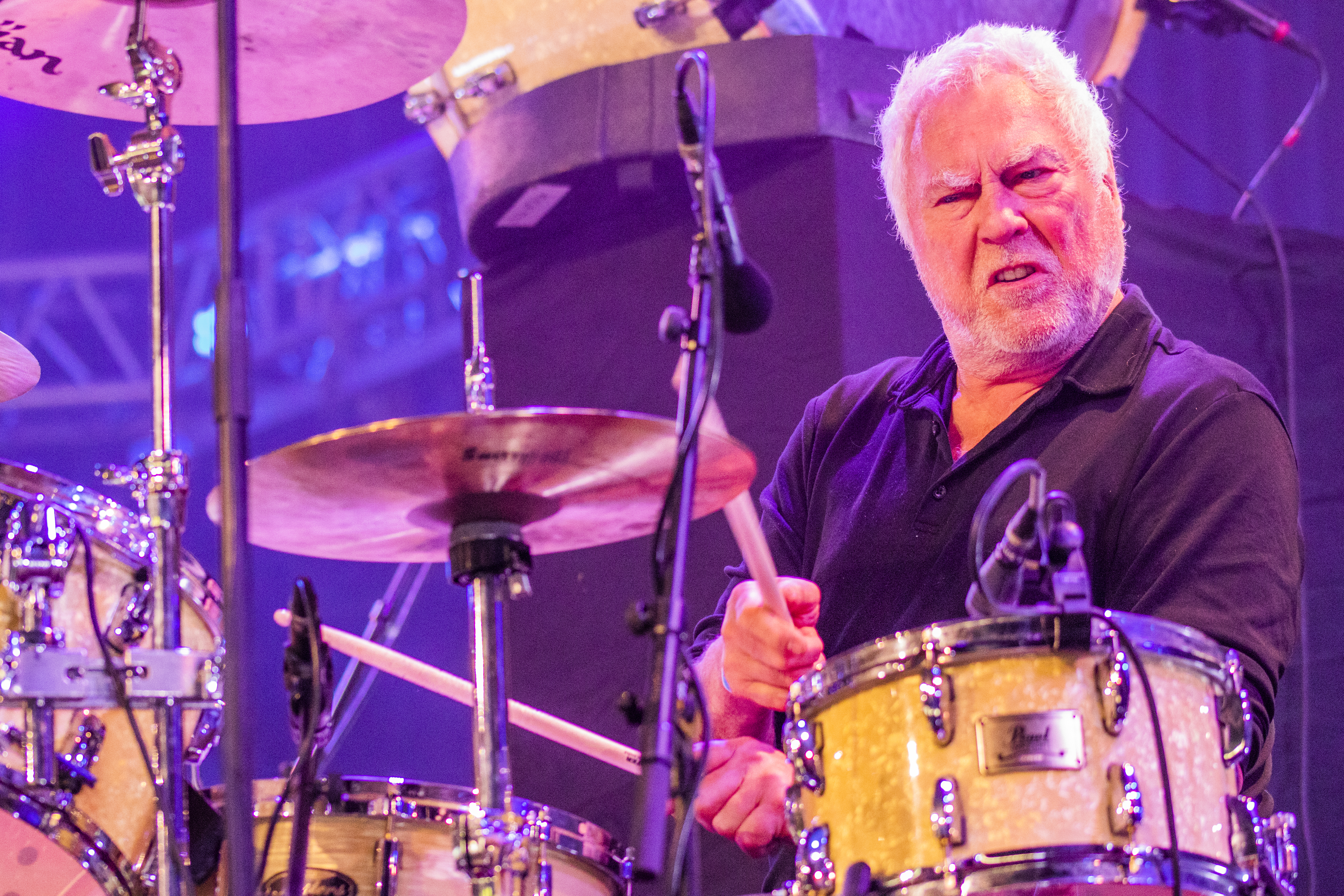
Cesar Zuiderwijk tijdens het optreden van Bevrijdingsfestival Brabant (2022) met de band Sloper.
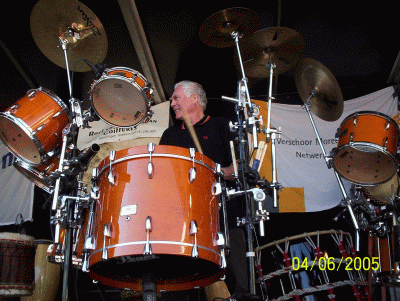
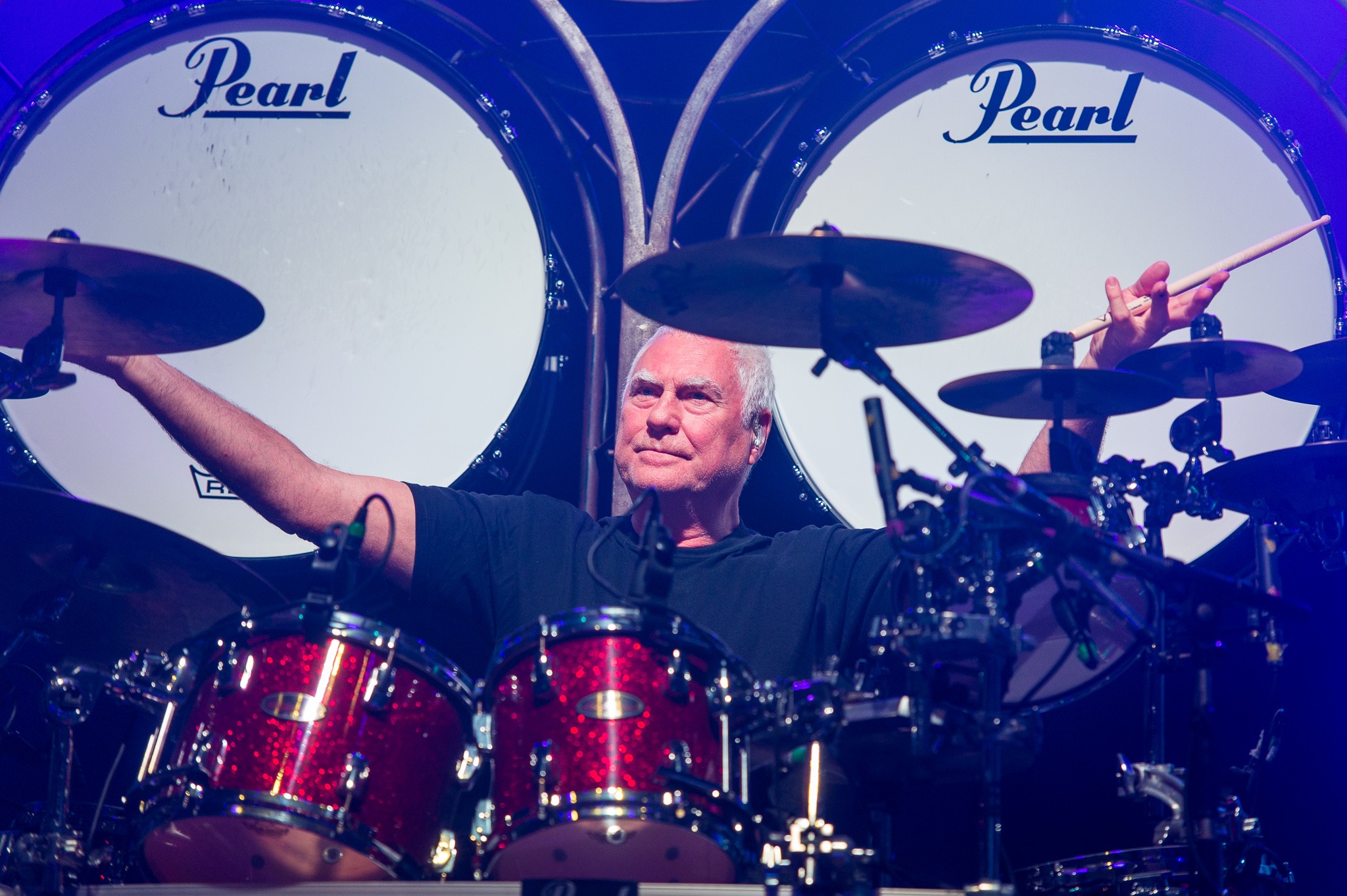
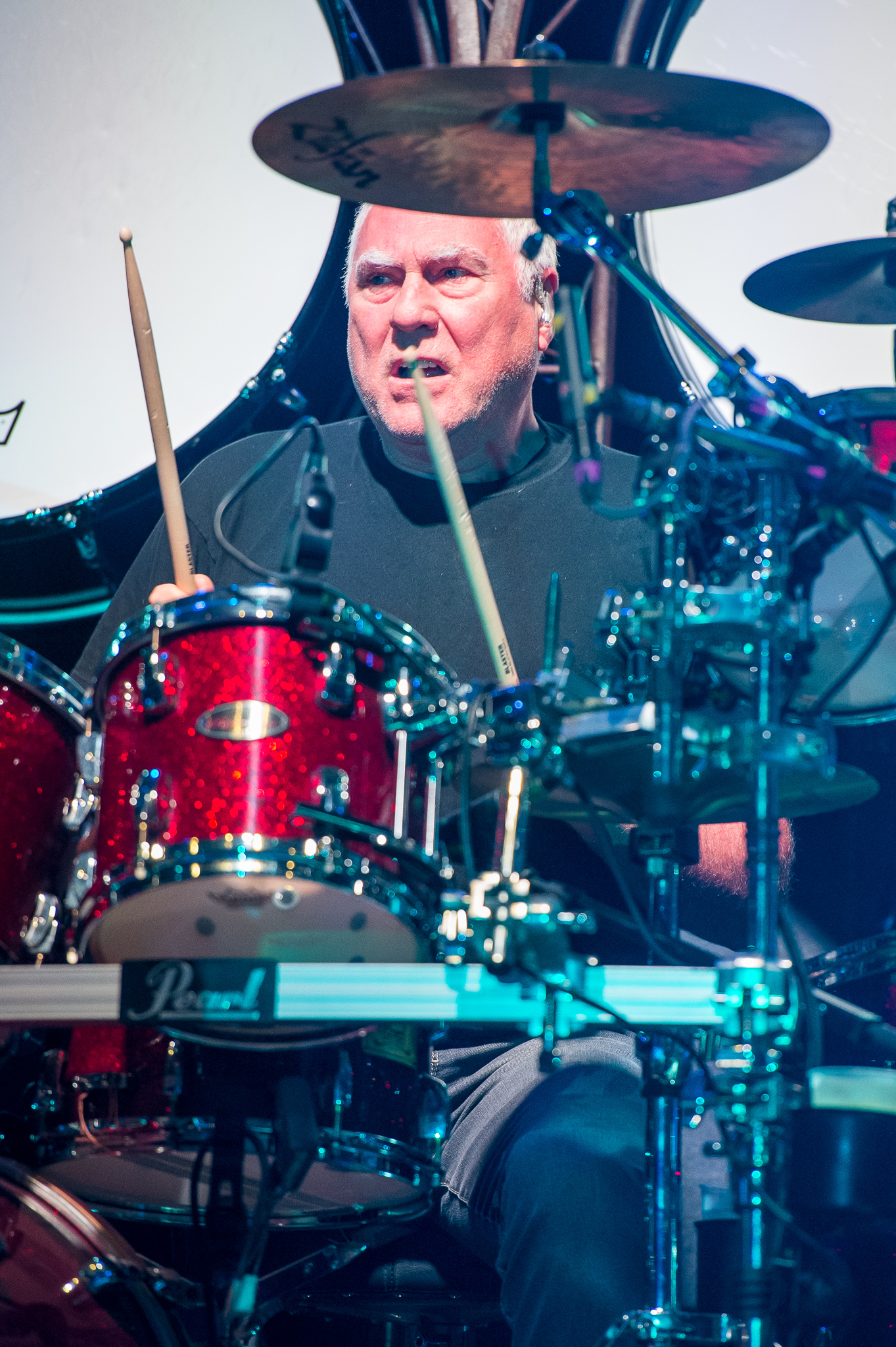
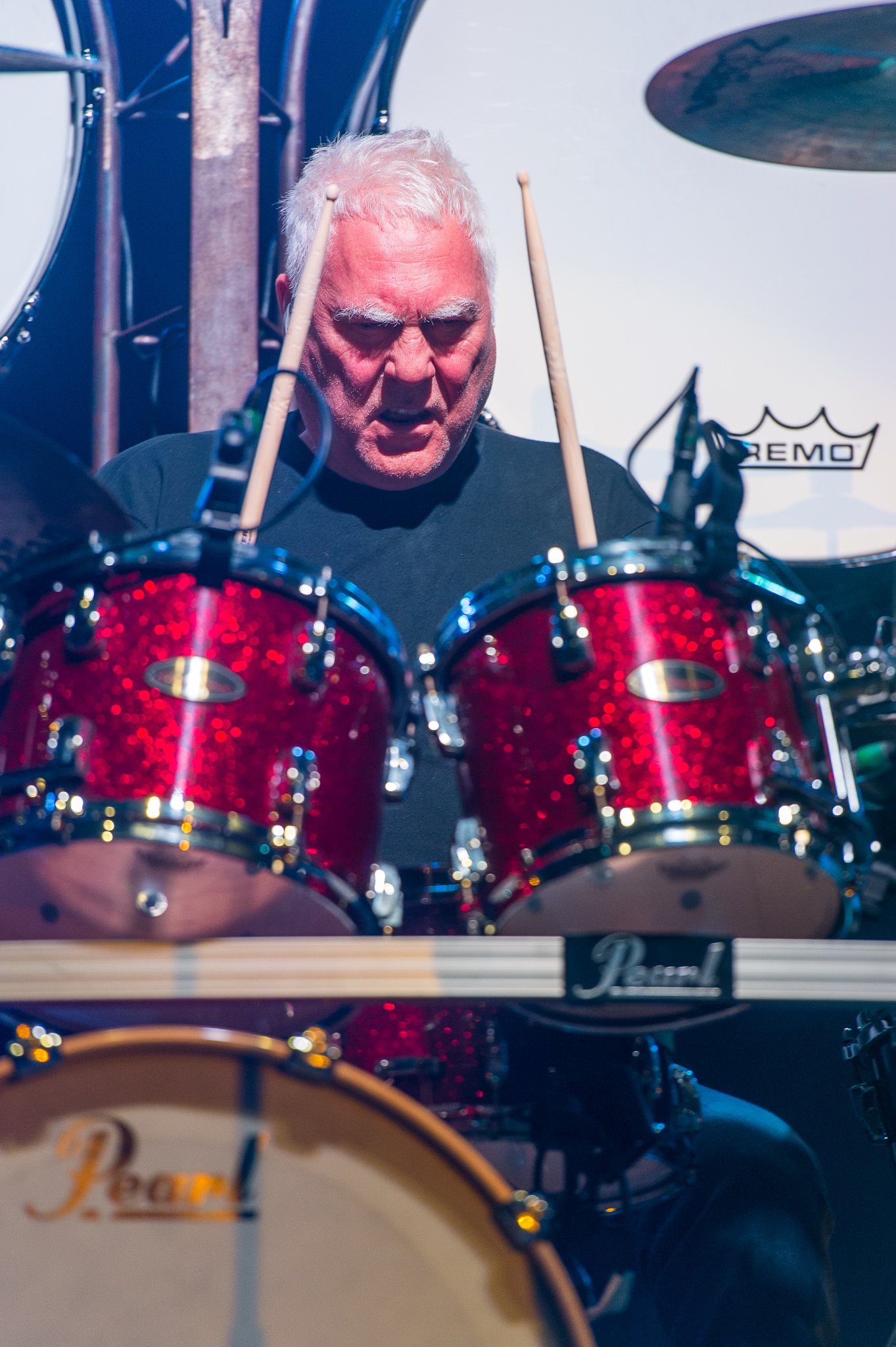
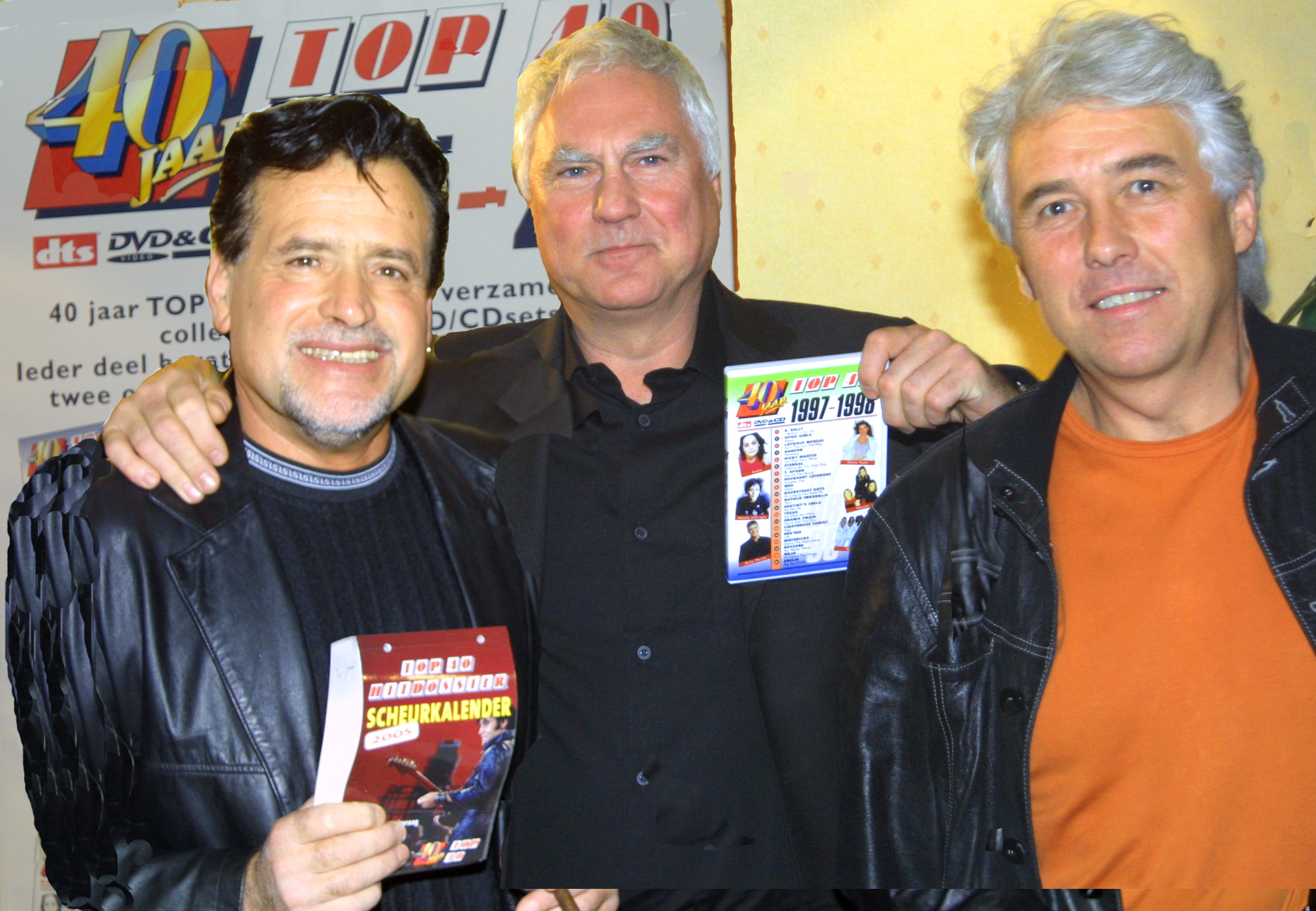